# Клеопа (Пападимитриу)
Митрополи́т Клео́па (греч. Μητροπολίτης Κλεόπας, в миру Ла́мброс Пападимитри́у, греч. Λάμπρος Παπαδημητρίου; 1878, деревня Полеми, Пафский округ, Кипр — 30 марта 1951) — епископ Кипрской православной церкви, митрополит Пафский.

## Биография
Родился в 1878 году в деревне Полеми на Кипре в семье священника.
В 1890 году был принят послушником в Киккский монастырь. Через шесть лет был послан в Никосию, где 3 года обучался в Панкипрской гимназии.
19 марта 1900 года в Церкви святого Прокопия, монастырском подворье, митрополитом Киринейским Кириллом (Василиу) был рукоположён в сан иеродиакона.
25 июля 1901 года оправлен обучаться в Богословскую школу на острове Халки. Окончил обучение в 1908 году, написав труд посвящённый Кипрской церкви.
После этого вернулся на Кипр и служил проповедником в монастыре, смотрителем Центрального монастыря и членом игуменского совета.
13 июля 1910 года на монастырском подворье близ Никосии был рукоположён в сан священника архиепископом Кипрским Кириллом II.
После смерти игумена Герасима (Христодулидиса) братия монастыря 14 сентября 1911 года единогласно избрала новым игуменом Клеопу. 30 октября архиепископ Кирилл II возглавил его интронизацию.
Продолжая политику его предшественников в деле повышение образованности братии монастыря, игумен Клеопа посылал монахов Киккского монастыря учится как в Панкипрскую гимназию в Никосии, так и за границу для получения высшего образования.
В 1913 году игумен Клеопа уехал в Грузию где продал большую часть тамошнего подворья монастыря, которое было убыточным в финансовом отношении.
Поддержал щедрыми взносами и своим участием в комитетах и мероприятиях кипрские школы, а также Всекипрское духовное училище, которое было создано в Ларнаке в 1910 году. В 1923 году он создал школу для мальчиков на своей родине, в Полеми.
Занимался филантропической и общественной деятельностью, будучи одним из организаторов выставочного центра, и оказывая финансовую и моральную поддержку как филантропическим и духовным институтам, так и работе известных учёных Кипра, как например Ксенофонту Фармакидису и Стилианосу Хурмузиу.
В 1916 году после смерти архиепископа Кирилла II игумен Клеопа стал одним из кандидатов на должность Архиепископа Кипрского. На выборы оказала влияние политическая ситуация в Греции: кандидаты разделились на сторонников греческого короля и премьер-министра Элефтериоса Венизелоса: архимандрит Макарий (Мирианфевс) поддержал короля, митрополит Мелетий (Метаксакис) выступил как радикальный сторонник Венизелоса, митрополит Киринийский Кирилл (Василиу) позиционировал себя как умеренный венезелист. Основными соперниками на выборах митрополиты Кирилл (Василиу) и Мелетий (Метаксакис). Архимандрит Макарий поддержал митрополита Кирилла в обмен на обещание Киринийской кафедры, а архимандрит Клеопа принял сторону Мелетия. В конечном итоге был избран Митрополит Киринейский Кирилл 49 голосами против 23.
В 1917 году состоялись выборы Митрополита Керинийского, в которых несмотря на высказанное игуменом Клеопой намерение не выдвигать свою кандидатуру, он получил 11 голосов от членов собрания, которые были против кандидатуры архимандрита Макария (Папаиоанну), который и выиграл эти выборы.
На выборах 1930 года в законодательный совет он выдвинул свою кандидатуру от района Пафос, но проиграл своему конкуренту Христодулусу Галатопулусу с разницей в 28 голосов.
В его игументво игумена, были произведены разные работы в подворьях Ксиропотамоса и святого Прокопия, были возведены здание-гостиница, магазины и жилища — в центре Нисозии. В силу этих работ, долг Монастыря вырос с 2.000 фунтов в 1911 году до 42.000 фунтов в 1937 году.
Что касается его отношений с британскими оккупационными властями, игумен Клеопа продолжил политику сотрудничества с ними которая была принята его предшественниками, сохраняя дружественные связи последовательно с каждым из губернаторов и высших чиновников, и обмениваясь любезными письмами.
В 1932 году британский чиновник охарактеризовал его «умеренным» и «независимом». Его отношения стали ещё более тесными после его столкновения с Архиепископией в 1931 году, после чего он был наказан отлучением от своего поста. Как докладывал один английский чиновник в 1934 году он был «за правительство, однако трудно сказать было ли это результатом его выбора или потому что он считал, что это содействует его целям. В какой то момент этот человек имел отношения со всеми греками-нарушителями порядка и пропагандирующими энозис, но стал другом британского правительства в 1931 году». Как отметил тот же чиновник, игумен Клеопа, одновременно с его отношениями с властями, участвовал активно в национальном движении тех лет, оказывая финансовую поддержку, своим участием на митингах и подписывая соответствующие воззвания, и накануне октябрьских событий 1931 года был одним из основных членов Национальной Организации Кипра.
Конфликт 1931 года, который противопоставил его другим членам Братства, привёл к обвинениям в его адрес, направленные Архиепископу Кипра, с которым затем он пришёл в столкновение. Противостояние привело к тому что Священный Синод летом 1931 года наложил на него низложение от поста игумена.
В период 1933—1935 годов написал ряд писем к Губернатору Кипра, где выступал против ростовщичества, которое угнетало крестьян острова.
В 1943 году игумен Клеопа был обвинён в неправильном ведении финансовых дел, поскольку в годы его игуменства долг монастыря возрос до 42 тысяч лир, и по решению Священного Синода был отстранён от управления и запрещен в служении. Но Игумен Клеопа не признал права вмешательства Священного Синода в дела ставропигиального монастыря, подчинявшегося напрямую архиепископу. Это вызвало раскол среди братии, монастырь управлялся комиссией из шести человек.
24 декабря 1947 года митрополит Киринийский Макарий, оставшийся единственным иерархом Кипрской церкви, был избран архиепископом Кипрским и в тот же день интронизирован как Макарий II. Новому Архиепископу Кипрскому необходимо было заместить вдовствующие Пафскую, Китийскую и Киринийскую митрополии. В таких условиях Священный Синод решил отказаться от наложенного на Кулеопу наказания. Это позволило ему быть избранным в следующем году митрополитом Пафским. Его хиротония состоялась 2 октября 1948 года.
28 июня 1950 года после смерти Архиепископа Макария II избран местоблюстителем Архиепископского престола. Оставался в этой должности до избрания 20 октября 1950 года предстоятелем КПЦ митрополита Макария (Мускоса).
Скончался 30 марта 1951 года.